# Lingua sango
Il sango o lingua sango è la principale lingua parlata nella Repubblica Centrafricana: conta circa 5 milioni di parlanti (compresi coloro che lo parlano come seconda lingua), ma solo circa 404.000 parlanti nativi, distribuiti principalmente nelle città.